# Monofyletismus

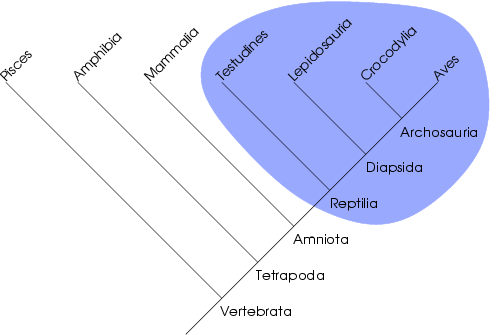
Holofyletismus, monofyletismus v přísnějším kladistickém pojetí

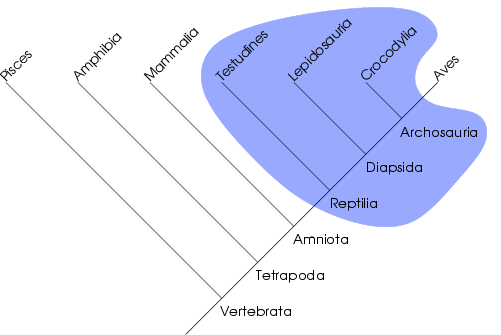
Parafyletismus je evolučními systematiky považován za typ monofyletismu

Monofyletismus je stav skupiny organismů, ve kterém se skupina nachází, pokud zahrnuje příslušníky jediné fylogenetické linie. Monofyletismus je základním požadavkem na přirozené biologické taxony.
Opakem monofyletismu je polyfyletismus, stav, ve kterém se skupina nachází, pokud zahrnuje více než jednu fylogenetickou linii, jejichž společný předek není příslušník tohoto taxonu.
V současnosti existují dvě rozdílná pojetí monofyletismu.
- Podle přísnějšího kladistického pojetí se za monofyletické považují pouze takové taxony, které zahrnují společného předka a všechny jeho potomky. Monofyletické taxony splňující toto přísnější kritérium se nazývají holofyletické a jsou v podstatě totožné s klady.
- Podle evolučně systematického pojetí nemusí do monofyletického taxonu patřit všichni jeho potomci, ovšem žádný z vyřazených potomků nesmí být předkem některého z potomků do taxonu zařazených. Taxony, které splňují evolučně systematické kritérium monofyletičnosti, ale nesplňují kritérium kladistické, se nazývají parafyletické.[1]

## Monofyletismus v kladistickém pojetí
Jako učebnicový příklad rozdílu mezi kladisticky pojatým monofyletismem (holofyletismem) a parafyletismem často slouží plazi. Ptáci patří do skupiny plazů, neboť jejich nejbližší žijící příbuzní jsou krokodýli, krokodýli jsou tedy s ptáky příbuzní více než s ostatními plazy, např. s hady. Pokud budou do taxonu plazů zahrnuti i ptáci, je skupina holofyletická, neboť obsahuje všechny potomky předka. Pokud však ptáci v taxonu plazů zahrnuti nebudou, skupina neobsahuje všechny potomky, a je tudíž parafyletická.
Monofyletický taxon v kladistickém pojetí se ještě může dělit na různé části jako panmonofylum nebo korunovou skupinu.